# Pannenkoek2012
pannenkoek2012 ([ˈpænɪnkoʊək]; オランダ語発音: [ˈpɑn.ə.ˌkuk tʋeː.ˈdœy̯.zənt.ˈtʋaːl(ə)f] ( 音声ファイル))(本名:スコット・ブキャナン(英:Scott Buchanan)は、主に任天堂のテレビゲーム「スーパーマリオ64」の解析を行っているYouTuberである。「スーパーマリオ64」の仕様、バグに関する高度な解説動画を作成しているほか、ボタン、アナログスティックなどの使用を禁止する、いわゆる「縛りプレイ」動画の投稿でも知られている。彼の動画の中で特に有名なのが、「スーパーマリオ64」を可能な限りAボタンを使わずに攻略することを目指す「Aボタン縛り(A-Button Challenge)」に関する動画シリーズである。「スーパーマリオ64」におけるAボタンはジャンプを行うためのボタンで、最も重要なボタンの一つである。
2014年、彼は「ちびでかアイランド」というコースに存在する「幻のコイン(Impossible Coin)」と呼ばれるコインを取得したことから、各国メディアが取り上げるなど国際的な注目を集めた。このコインは発売から18年間、一度も取得報告が出なかったコインであった。 2015年には、あるバグの検証、再現に1000ドルの懸賞金を掛け、話題となった。 なお、現在に至るまでこのバグを再現した人物は現れていない。

## 「スーパーマリオ64」にまつわる活動
Pannenkoek2012にとって、スーパーマリオ64は幼少期、初めてプレイしたテレビゲームであった。 2013年、当時コンピューターサイエンスを学ぶ大学生であった彼は、Youtubeチャンネル「Pannenkoek2012」で「Aボタン縛り」に関する動画の投稿を開始した。 Aボタンはジャンプを行うためのボタンであり、ジャンプはマリオが足場を乗り越えたり、敵を踏む、避けるなどするために用いられる最も基本的な動作である。「Aボタン縛り」シリーズではこのボタンを可能な限り使用しないことを目指しており、これを達成するために彼は様々なバグ、仕様を利用している。
また、Pannenkoek2012は「スーパーマリオ64」における様々な仕様の解析を行う動画も投稿しており、これらの動画は時に「プログラミングの授業」「論文」などとも評されることがある。
ある動画では、彼はスーパーマリオ64において「乱数調整」を行う方法を解説した。彼の動画はこのゲームの複雑な仕様を解説するものがほとんどだが、理論立てを行い、可能な限り平易に解説を行うことにより、いずれの動画も多くの再生回数を獲得している。 2021年11月時点で6本の動画が100万回以上再生されており、中には410万回もの再生数を獲得した動画も存在する。

### 「Aボタン縛り」

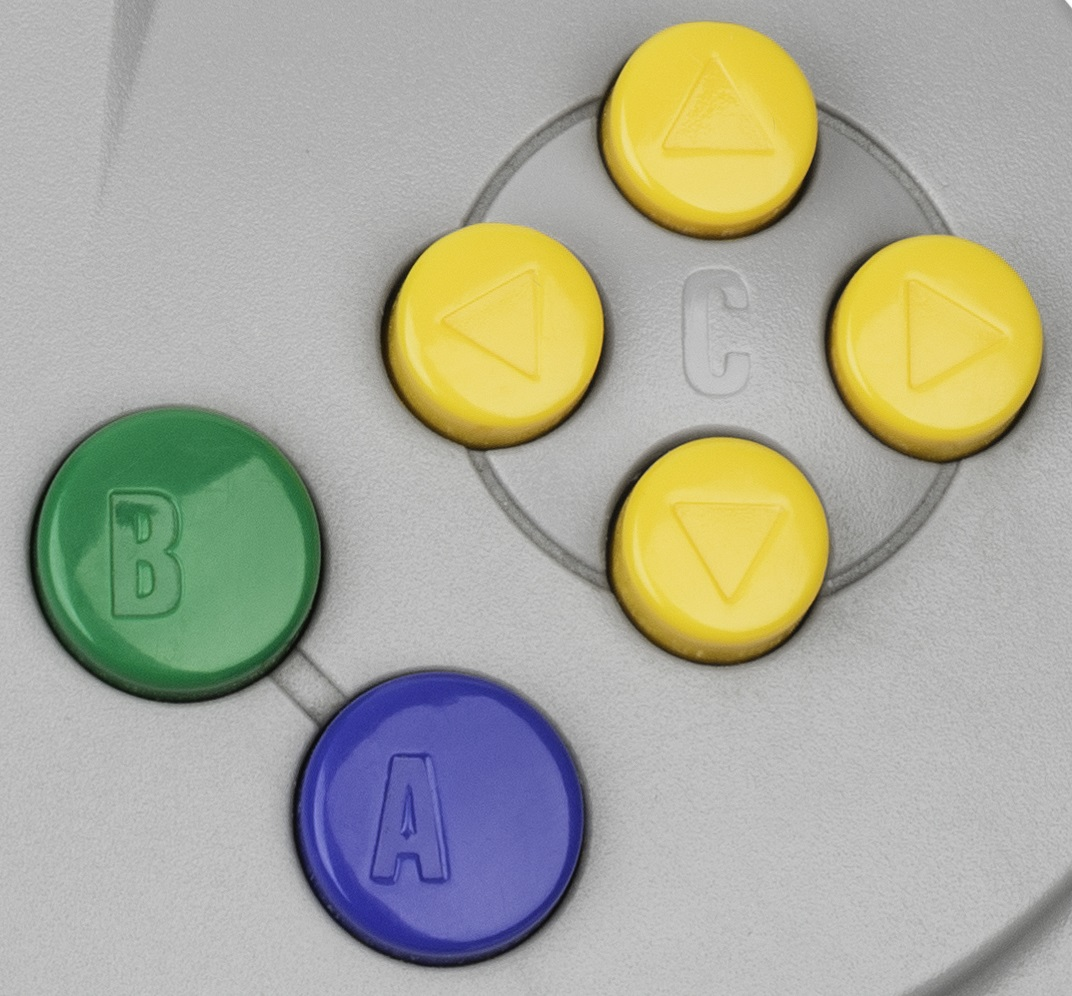
ニンテンドウ64のコントローラーの拡大写真。青いボタンがAボタンであり、Pannenkoek2012はこれを使わないことを目標としている。

Pannenkoek2012の投稿した動画は、「Aボタン縛り」に関するものがほとんどを占めている。 これはスーパーマリオ64を可能な限りAボタンを使わずに攻略しようとするいわゆる「縛りプレイ」で、これにより「マリオのお家芸」とさえ呼ばれるほどの重要な動作の一つ、ジャンプが不可能となる。 ある動画では、彼は「そらにはばたけ はねマリオ」というステージの攻略を行うべく、バグを用いて大量のクリボーを生成、配置し、それを足場として用いた。この動画の作成だけで55時間を要し、さらにそのための研究には2年を要したという。
2016年1月12日、彼は「ゴロゴロいわのひみつ」というステージを「A0.5回」で攻略し、その方法を解説する動画を投稿した。 彼の用いたルートは攻略に13時間を要するもので、その13時間の大半は「平行世界(parallel universe)」と呼ばれる場所に行くべく、マリオの速度を上げるために必要な時間であった。 この動画は400万回の再生数を獲得し、「A0.5回」の概念や座標オーバーフローを利用した「平行世界」の理論と共に、「Aボタン縛り」が大きく広まることに繋がった。
彼が「Aボタン縛り」動画の投稿を開始した2013年8月当時、「スーパーマリオ64」の完全攻略には211回Aボタンを押す必要があるとされていた。 彼とその他多くの研究者たちの手により、2020年4月までにこの数字は19回にまで減少した。

### 「幻のコイン」
2014年7月、Pannenkoek2012は「ちびでかアイランド」というステージで、「幻のコイン」と呼ばれていたコインを取る動画を投稿した。このコインはマリオが通常入れない場所に配置されており、2002年に発見されて以来取得報告がなかったコインであった。 開発時のミスで配置されたと考えられるこのコインを取得することは人力では非常に困難であったため、彼はTASを利用して取得した。
「てんくうのたたかい」というステージでは、彼は誤ってステージ最下部に配置されたとみられる、「幻のクリボー」を発見した。このゲームのクリボーは倒すとコインを落とすため、このクリボーが落とすコインも新たな「幻のコイン」であった。 2016年10月には、彼は「ちびでかアイランド」におけるもう一つの「幻のコイン」の存在を示した。これはある場所のコインが複数枚同時に生成される中で、そのうちの一枚がゲームの仕様により消滅してしまうことが原因であった。

### その他の動画
2015年8月、DOTA_TeaBagというTwitch配信者が配信の中で、「チックタックロック」というステージにおいてマリオが上方に瞬間移動する現象に遭遇した。この現象を他のステージで再現できれば「Aボタン縛り」の更新にも繋がるため、Pannenkoek2012はこの現象の原理の解明、再現を目指し、1000ドルもの懸賞金を掛けた。 しかし2022年現在もこの現象は再現できておらず、原因は宇宙線によるビット反転であると考えられている。
Pannenkoek2012はまた、スーパーマリオ64における様々な地形を研究した動画シリーズも投稿している。2016年夏に製作が開始されたこの動画は、17年5月に「Walls, Floors, & Ceilings(壁、地面、天井)」のタイトルで投稿された。この動画シリーズではこのゲームにおける衝突判定にまつわる仕様や、地上、空中、水中など様々な状況におけるマリオなど各種オブジェクトの挙動を解説している。この動画を彼は「きわめて重要な情報」と位置付けている。これは、彼が動画で解説した技術がメディアなどで、しばしば誤った形で広まってしまうようになっていたからである。ゲーム情報サイトGamasutraはこの動画シリーズを、「ゲームデザインを最も詳細に掘り下げた、彼の深い情熱の産物」と評した。 後にこの動画はパート2、パート3が投稿され、計3本の動画シリーズとなった。パート2以降では、このゲームの衝突判定についてさらに詳細な解説、研究が行われている。
2019年3月、彼は「スティック禁止」という動画シリーズを投稿した。これはアナログスティックを一切使わずに、スーパーマリオ64の様々なステージを攻略することを目指すシリーズであった。
2024年4月には、スーパーマリオ64における「見えない壁」に関する解説動画を投稿した。衝突判定にまつわる仕様の復習から始まり、数々のスピードランナーを悩ませてきた見えない壁の発生メカニズム、およびその実例などを説明したものである。彼は動画の最後で、このビデオの作成に10ヶ月の労力を費やしたこと、マリオ64の研究をフルタイムの仕事にすることが夢であることを語った。なお、同年12月に投稿した動画で、YouTubeのチャンネルメンバーシップによって十分な収益が得られ、その夢を叶えることができたと発表している。